# Штурм (роз'їзд)

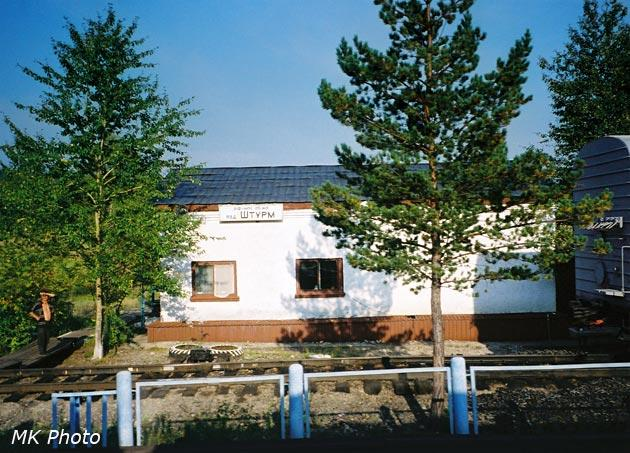
Вокзал

Штурм (рос. Штурм) — роз'їзд Тиндинського регіону Далекосхідної залізниці Росії, розташований на дільниці Тинда — Бамівська між станціями Муртигіт (відстань — 31 км) і Бамівська (18 км). Відстань до ст. Тинда — 162 км.